# Muppets

Logo

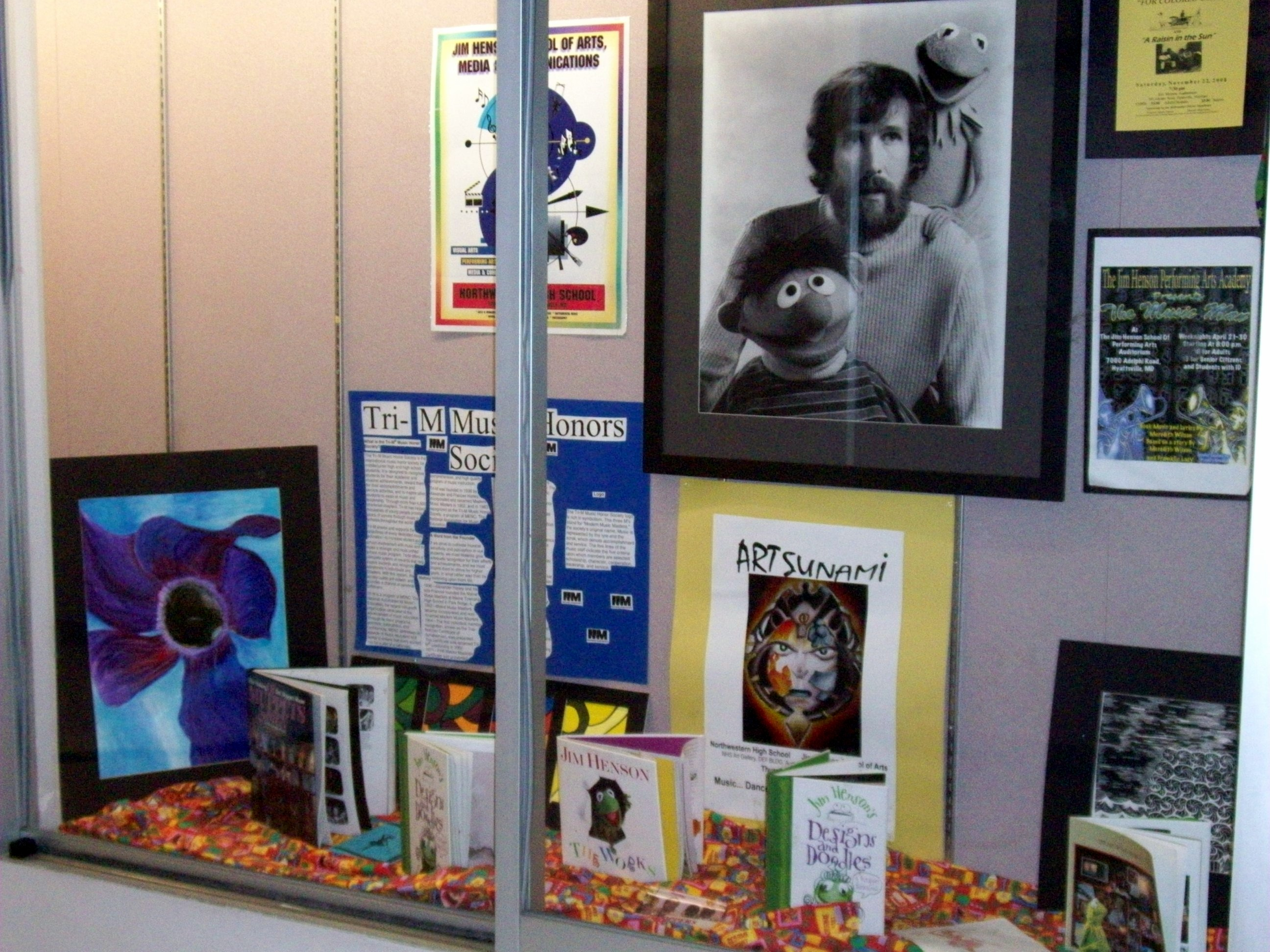
Foto van Jim Henson met Kermit de Kikker en Ernie

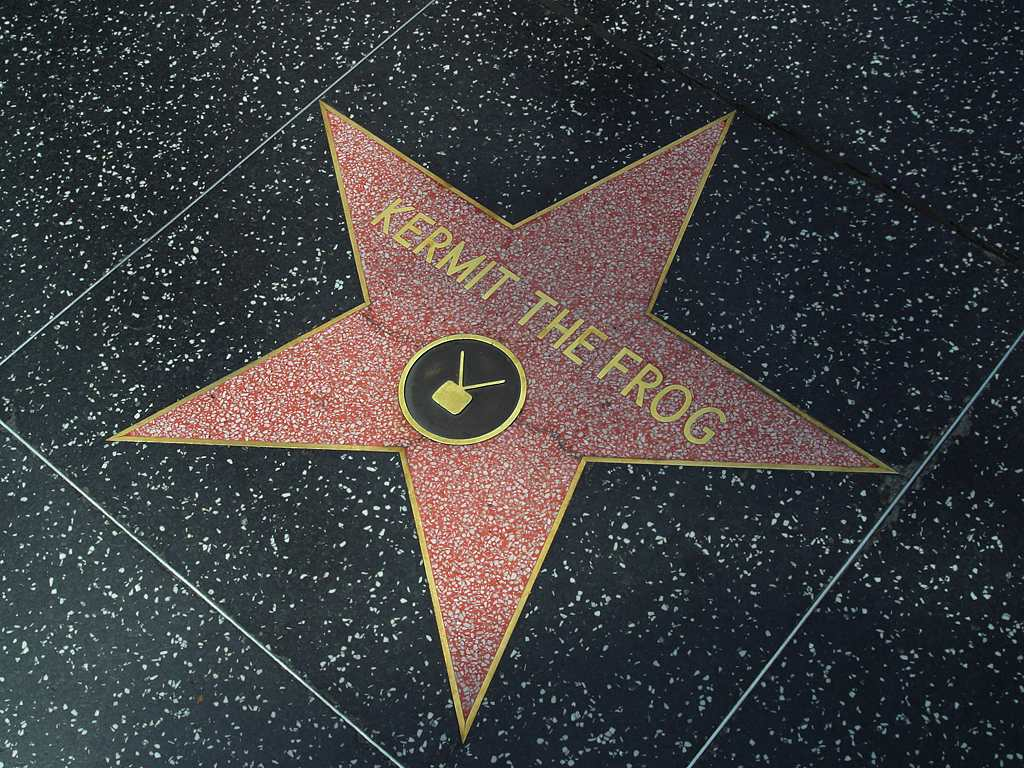
De ster van Kermit de Kikker op de Hollywood Walk of Fame

De Muppets zijn een creatie van Jim Henson. 'Muppet' is een porte-manteau van de Engelse woorden marionette en puppet. Beide termen betekenen ongeveer hetzelfde: een pop die bewogen wordt door bijvoorbeeld touwtjes of een hand. 

## Geschiedenis
De poppen werden in eerste instantie door Jim Henson zelf bedacht en gemaakt, maar werden vervolmaakt door de poppenmaker Don Sahlin. Met deze poppen werden er verschillende projecten op poten gezet: Sam and Friends (1955-1961), Sesame Street (1969-heden), De Freggels (1983-1987), Muppet Babies (1984-1991), The Jim Henson Hour (1989), The Secret Life of Toys (1994-1996) en Muppets Tonight (1996-1998). 
De Muppets zijn echter vooral bekend van The Muppet Show (1974-1981). In deze komische televisieserie hebben de Muppets hun eigen theater waarin zijzelf optreden en daarnaast in elke aflevering een gastoptreden hebben van een of meerdere beroemdheden. De show wordt gepresenteerd door Kermit de Kikker en bekritiseerd door de oudjes Statler en Waldorf. In deze show worden ook liedjes gezongen.

## Verschillende poppen
Er wordt onderscheid gemaakt tussen de poppen:
- Muppets zijn figuratieve poppen die onder andere voorkomen in The Muppet Show, Sesamstraat en De Freggels.
- Creatures zijn zeer realistisch en werden onder andere gebruikt in films en series zoals The Dark Crystal, Labyrinth en The Storyteller.

## The Muppet Show
The Muppet Show werd uitgezonden in 106 landen en vijf verschillende talen. Henson kreeg de serie in de Verenigde Staten in eerste instantie niet verkocht. Uiteindelijk werd de serie in Engeland geproduceerd, door een mondelinge overeenkomst met de mediamagnaat Lord Grade, die de serie op zijn commerciële zender wilde uitzenden. Nog steeds bestaat het misverstand dat The Muppet Show een Amerikaans product is, temeer daar Sesame Street wel in de Verenigde Staten wordt geproduceerd. Iedere week keken wereldwijd zo'n 235 miljoen mensen naar de show. In Nederland en België is deze serie ook regelmatig uitgezonden.
In 1996 werd er een vervolg gemaakt op The Muppet Show, namelijk Muppets Tonight. In deze televisieserie speelden naast een aantal oude personages ook nieuwe poppen mee. Men bleef trouw aan het concept van een of meerdere gasten, al was het dan wel in de context van een televisiestudio.
De Muppets (op enkele na, bijvoorbeeld die in Sesamstraat voorkomen) zijn sinds april 2004 eigendom van The Walt Disney Company, die ze van The Jim Henson Company heeft overgenomen. Disney heeft speciaal de Muppets Holding Company (sinds 2006 The Muppets Studio) opgericht om het beheer uit te voeren.

## Lijst van Muppetfiguren
- Animal
- Beaker
- Beauregard
- Bobo the Bear
- Camilla, de kip
- Clifford
- Crazy Harry
- Dr. Bunsen Honeydew
- Dr. Strangepork
- Dr. Teeth
- Floyd Pepper
- Fozzie Beer
- Gonzo
- Janice
- Kermit de Kikker
- Lew Zealand

- Link Hogthrob
- Lips
- Mahna Mahna
- Miss Piggy
- Pepe the King Prawn
- Rizzo
- Robin
- Rowlf
- Sam the American Eagle
- Scooter
- Seymour, de olifant
- Statler en Waldorf
- Zweedse Kok
- Sweetums
- Wayne en Wanda
- Zoot

### Terugkerende Muppets
Hieronder een tabel met de terugkerende Muppets in verschillende projecten:
| Kermit de Kikker       | Jim Henson                           | Jim Henson                  | Jim Henson     | Jim Henson                  | Jim Henson                      | Steve Whitmire | Steve Whitmire            | Steve Whitmire | Steve Whitmire   | Steve Whitmire           | Steve Whitmire | Steve Whitmire               | Steve Whitmire                                 | Steve Whitmire                                 | Steve Whitmire            | Matt Vogel        | Matt Vogel                       | Matt Vogel               | Matt Vogel               |  |               |  |  |  |  |  |  |               |
| Rowlf the Dog          | Jim Henson                           | Jim Henson                  | Jim Henson     | Jim Henson                  |                                 | (cameo)        | Bill Barretta             | Bill Barretta  | Bill Barretta    | Bill Barretta            | Bill Barretta  | Bill Barretta                | Bill Barretta                                  | Bill Barretta                                  | Bill Barretta             | Bill Barretta     | Bill Barretta                    | Bill Barretta            | rowspan="8" Sjabloon:TBA |  |               |  |  |  |  |  |  |               |
| Miss Piggy             | Frank Oz                             | Frank Oz                    | Frank Oz       | Frank Oz                    | Frank Oz                        | Frank Oz       | Frank Oz                  | Frank Oz       | Frank Oz         | (McDonald's-advertentie) |                |                              |                                                |                                                |                           |                   |                                  |                          |                          |  |               |  |  |  |  |  |  |               |
| Fozzie Beer            | Frank Oz                             | Frank Oz                    | Frank Oz       | Frank Oz                    | Frank Oz                        | Frank Oz       | Frank Oz                  | Frank Oz       | Frank Oz         | (McDonald's-advertentie) |                |                              |                                                |                                                |                           |                   |                                  |                          |                          |  |               |  |  |  |  |  |  |               |
| Gonzo the Great        | Dave Goelz                           | Dave Goelz                  | Dave Goelz     | Dave Goelz                  | Dave Goelz                      | Dave Goelz     | Dave Goelz                | Dave Goelz     | Dave Goelz       | (McDonald's-advertentie) | Dave Goelz     | Dave Goelz                   | Dave Goelz                                     | Dave Goelz                                     | Dave Goelz                | Dave Goelz        | Dave Goelz                       | Dave Goelz               |                          |  |               |  |  |  |  |  |  |               |
| Scooter                | Richard Hunt                         | Richard Hunt                | Richard Hunt   | Richard Hunt                | Richard Hunt                    |                |                           |                | Adam Hunt (stem) |                          | Brian Henson   | Rickey Boyd                  | David Rudman                                   | David Rudman                                   | David Rudman              | David Rudman      | David Rudman                     | David Rudman             |                          |  |               |  |  |  |  |  |  |               |
| Statler                | Richard Hunt                         | Richard Hunt                | Richard Hunt   | Richard Hunt                | Richard Hunt                    | Jerry Nelson   | Jerry Nelson              | Jerry Nelson   | Jerry Nelson     | Jerry Nelson             | Jerry Nelson   | Steve Whitmire Bill Barretta | Steve Whitmire                                 | Steve Whitmire                                 | Steve Whitmire            | Peter Linz        | Peter Linz                       | Peter Linz               |                          |  |               |  |  |  |  |  |  |               |
| Waldorf                | Jim Henson                           | Jim Henson                  | Jim Henson     | Jim Henson                  | Jim Henson                      | Dave Goelz     | Kevin Clash               | Dave Goelz     | Dave Goelz       | Dave Goelz               | Dave Goelz     | Dave Goelz                   | Dave Goelz                                     | Dave Goelz                                     | Dave Goelz                | Dave Goelz        | Dave Goelz                       | Dave Goelz               |                          |  |               |  |  |  |  |  |  |               |
| Animal                 | Frank Oz                             | Frank Oz                    | Frank Oz       | Frank Oz                    |                                 | Frank Oz       | Frank Oz                  | Frank Oz       | Frank Oz         |                          | Eric Jacobson  | Eric Jacobson                | Eric Jacobson                                  | Eric Jacobson                                  | Eric Jacobson             | Eric Jacobson     | Eric Jacobson                    | Eric Jacobson            |                          |  |               |  |  |  |  |  |  |               |
| Dr. Teeth              | Jim Henson                           | Jim Henson                  | Jim Henson     | Jim Henson                  |                                 | (cameo)        |                           | John Kennedy   | (cameo)          |                          | (cameo)        | Bill Barretta                | Bill Barretta                                  | Bill Barretta                                  | Bill Barretta             | Bill Barretta     | Bill Barretta                    | Bill Barretta            |                          |  |               |  |  |  |  |  |  |               |
| Floyd Pepper           | Jerry Nelson                         | Jerry Nelson                | Jerry Nelson   | Jerry Nelson                |                                 | Jerry Nelson   | Jerry Nelson              | Jerry Nelson   | Jerry Nelson     |                          | Jerry Nelson   | John Kennedy                 | Matt Vogel                                     | Matt Vogel                                     | Matt Vogel                | Matt Vogel        | Matt Vogel                       | Matt Vogel               |                          |  |               |  |  |  |  |  |  |               |
| Janice                 | Eren Ozker Richard Hunt              | Richard Hunt                | Richard Hunt   | Richard Hunt                | Richard Hunt                    | (cameo)        | (cameo)                   | (cameo)        | (cameo)          |                          | Brian Henson   | Tyler Bunch                  | David Rudman                                   | David Rudman                                   | David Rudman              | David Rudman      | David Rudman                     | David Rudman             |                          |  |               |  |  |  |  |  |  |               |
| Zoot                   | Dave Goelz                           | Dave Goelz                  | Dave Goelz     | Dave Goelz                  | Dave Goelz                      | Dave Goelz     | Dave Goelz                | Dave Goelz     | Dave Goelz       |                          | Dave Goelz     | Dave Goelz                   | Dave Goelz                                     | Dave Goelz                                     | Dave Goelz                | Dave Goelz        | Dave Goelz                       | Dave Goelz               |                          |  |               |  |  |  |  |  |  |               |
| Dr. Bunsen Honeydew    | Dave Goelz                           | Dave Goelz                  | Dave Goelz     | Dave Goelz                  | Dave Goelz                      | Dave Goelz     | Dave Goelz                | Dave Goelz     | Dave Goelz       |                          | Dave Goelz     | Dave Goelz                   | Dave Goelz                                     | Dave Goelz                                     | Dave Goelz                | Dave Goelz        | Dave Goelz                       | Dave Goelz               |                          |  |               |  |  |  |  |  |  |               |
| Beaker                 | Richard Hunt                         | Richard Hunt                | Richard Hunt   | Richard Hunt                | Richard Hunt                    | Steve Whitmire | Steve Whitmire            | Steve Whitmire | Steve Whitmire   |                          | Steve Whitmire | Steve Whitmire               | Steve Whitmire                                 | Steve Whitmire                                 | Steve Whitmire            | David Rudman      | David Rudman                     | David Rudman             |                          |  |               |  |  |  |  |  |  |               |
| Robin de Kikker        | Jerry Nelson                         | Jerry Nelson                |                | Jerry Nelson                |                                 | Jerry Nelson   |                           | Jerry Nelson   | Jerry Nelson     |                          | Jerry Nelson   |                              | Matt Vogel                                     | Matt Vogel                                     | Matt Vogel                | Peter Linz        | Peter Linz                       | Peter Linz               |                          |  |               |  |  |  |  |  |  |               |
| Sam the Eagle          | Frank Oz                             | Frank Oz                    | Frank Oz       | Frank Oz                    | Frank Oz                        | Frank Oz       | Frank Oz                  | Frank Oz       | Frank Oz         |                          | Kevin Clash    | Eric Jacobson                | Eric Jacobson                                  | Eric Jacobson                                  | Eric Jacobson             | Eric Jacobson     | Eric Jacobson                    | Eric Jacobson            |                          |  |               |  |  |  |  |  |  |               |
| Beauregard             | Dave Goelz                           | Dave Goelz                  | Dave Goelz     | Dave Goelz                  |                                 |                | Dave Goelz                |                | Dave Goelz       |                          | Dave Goelz     |                              | Dave Goelz                                     | Dave Goelz                                     | Dave Goelz                | Dave Goelz        | Dave Goelz                       | Dave Goelz               |                          |  |               |  |  |  |  |  |  |               |
| Rizzo de Rat           | Steve Whitmire                       |                             | Steve Whitmire | Steve Whitmire              | Steve Whitmire                  | Steve Whitmire | Steve Whitmire            | Steve Whitmire | Steve Whitmire   |                          | Steve Whitmire | Steve Whitmire               | Steve Whitmire                                 | Steve Whitmire                                 | Steve Whitmire            |                   | (cameo)                          | Steve Whitmire           |                          |  |               |  |  |  |  |  |  |               |
| The Swedish Chef       | Jim Henson                           | Jim Henson                  | Jim Henson     | Jim Henson                  | Jim Henson                      | David Rudman   | Bill Barretta             | Bill Barretta  | Bill Barretta    |                          | Bill Barretta  | Bill Barretta                | Bill Barretta                                  | Bill Barretta                                  | Bill Barretta             | Bill Barretta     | Bill Barretta                    | Bill Barretta            |                          |  |               |  |  |  |  |  |  |               |
| Camilla de Kip         | Jerry Nelson                         | Jerry Nelson                | Jerry Nelson   | Jerry Nelson                |                                 |                | Jerry Nelson              |                |                  |                          |                | Alice Dinnean                | Matt Vogel                                     | Matt Vogel                                     | Matt Vogel                | Matt Vogel        | Matt Vogel                       | Matt Vogel               |                          |  |               |  |  |  |  |  |  |               |
| De Nieuwslezer         | Jim Henson                           | Jim Henson                  | Jim Henson     | Jim Henson                  |                                 |                | Steve Whitmire            |                |                  |                          |                |                              | Steve Whitmire                                 | Steve Whitmire                                 | Steve Whitmire            |                   | (afbeelding)                     | Eric Jacobson            |                          |  |               |  |  |  |  |  |  |               |
| Link Hogthrob          | Jim Henson                           | Jim Henson                  |                | Jim Henson                  |                                 | (cameo)        | (cameo)                   | (cameo)        | (cameo)          |                          |                |                              | Steve Whitmire                                 | Steve Whitmire                                 | Steve Whitmire            | Peter Linz        | (afbeelding)                     | Peter Linz               |                          |  |               |  |  |  |  |  |  |               |
| Sweetums               | Richard Hunt                         | Richard Hunt                | Richard Hunt   | Richard Hunt                | Richard Hunt (stem) John Henson |                | John Henson               | John Henson    | John Henson      |                          | John Henson    | John Henson                  | Matt Vogel Nathan Danforth                     | Matt Vogel                                     | Matt Vogel                |                   | Matt Vogel                       | Matt Vogel               |                          |  |               |  |  |  |  |  |  |               |
| Uncle Deadly           | Jerry Nelson                         | Jerry Nelson                |                | Jerry Nelson                |                                 |                |                           |                |                  |                          |                |                              | Matt Vogel                                     | Matt Vogel                                     | Matt Vogel                | Matt Vogel        | Matt Vogel                       | Matt Vogel               |                          |  |               |  |  |  |  |  |  |               |
| Lew Zealand            | Jerry Nelson                         | Jerry Nelson                | Jerry Nelson   | Jerry Nelson                |                                 | Jerry Nelson   | Jerry Nelson              | Jerry Nelson   | Jerry Nelson     |                          | Bill Barretta  | Bill Barretta                | Matt Vogel                                     | Matt Vogel                                     | Matt Vogel                |                   | Matt Vogel                       | Matt Vogel               |                          |  |               |  |  |  |  |  |  |               |
| Crazy Harry            | Jerry Nelson                         | Jerry Nelson                | Jerry Nelson   | Jerry Nelson                |                                 |                | Jerry Nelson              |                | Jerry Nelson     |                          | Jerry Nelson   | Rickey Boyd                  | Matt Vogel                                     | Matt Vogel                                     | Matt Vogel                |                   | Matt Vogel                       | Matt Vogel               |                          |  |               |  |  |  |  |  |  |               |
| Marvin Suggs           | Frank Oz                             | Frank Oz                    |                | Frank Oz                    |                                 |                | Frank Oz                  |                | Frank Oz         |                          |                |                              | Eric Jacobson                                  | Eric Jacobson                                  | Eric Jacobson             |                   | Eric Jacobson                    | Eric Jacobson            |                          |  |               |  |  |  |  |  |  |               |
| Nigel                  | Jim Henson                           | Dave Goelz                  |                |                             |                                 |                |                           |                |                  |                          |                |                              | (cameo)                                        | (cameo)                                        |                           |                   | (cameo)                          | colspan="1" Sjabloon:TBA |                          |  |               |  |  |  |  |  |  |               |
| Afghan Hound           | Louise Gold                          | Louise Gold                 |                |                             |                                 |                |                           |                |                  |                          |                |                              | Alice Dinnean                                  | Alice Dinnean                                  |                           |                   |                                  |                          |                          |  |               |  |  |  |  |  |  |               |
| Annie Sue              | Louise Gold                          |                             | Louise Gold    |                             |                                 |                | (cameo)                   |                |                  |                          |                |                              |                                                | (cameo)                                        |                           |                   | (afbeelding)                     | colspan="1" Sjabloon:TBA |                          |  |               |  |  |  |  |  |  |               |
| Beautiful Day Monster  | Richard Hunt Jerry Nelson            | (cameo)                     |                |                             |                                 |                |                           |                |                  |                          |                |                              | (cameo)                                        |                                                |                           |                   | Bill Barretta                    | Bill Barretta            |                          |  |               |  |  |  |  |  |  |               |
| Behemoth               | Richard Hunt Dave Goelz Jerry Nelson | (cameo)                     |                |                             |                                 |                | (cameo)                   |                |                  |                          |                |                              | Bill Barretta                                  | Bill Barretta                                  | Bill Barretta             |                   | Bill Barretta                    | Bill Barretta            |                          |  |               |  |  |  |  |  |  |               |
| Bobby Benson           | Richard Hunt                         |                             |                | (cameo)                     |                                 | (cameo)        | (cameo)                   |                |                  |                          |                |                              | David Rudman                                   | David Rudman                                   |                           |                   |                                  |                          |                          |  |               |  |  |  |  |  |  |               |
| Doglion                | Jerry Nelson Frank Oz Jim Henson     | Dave Goelz                  |                |                             |                                 |                | Bill Barretta             |                |                  |                          |                |                              |                                                |                                                |                           |                   |                                  |                          |                          |  |               |  |  |  |  |  |  |               |
| Dr. Julius Strangepork | Jerry Nelson                         | Jerry Nelson                |                | Jerry Nelson                | Jerry Nelson                    |                |                           |                |                  |                          |                |                              | Matt Vogel                                     | Matt Vogel                                     |                           |                   | (afbeelding)                     | Matt Vogel               |                          |  |               |  |  |  |  |  |  |               |
| Foo-Foo                | Steve Whitmire                       |                             |                | Steve Whitmire              |                                 |                | Steve Whitmire            |                |                  | Steve Whitmire           | Steve Whitmire |                              | Steve Whitmire                                 | Steve Whitmire                                 |                           | Peter Linz        |                                  |                          |                          |  |               |  |  |  |  |  |  |               |
| George the Janitor     | Frank Oz                             | Frank Oz                    |                | Frank Oz                    |                                 | Frank Oz       | Frank Oz                  | Frank Oz       |                  |                          |                |                              |                                                |                                                |                           |                   |                                  |                          |                          |  |               |  |  |  |  |  |  |               |
| J.P. Grosse            | Jerry Nelson                         | Jerry Nelson                |                | Jerry Nelson                |                                 | Jerry Nelson   | Jerry Nelson              | Jerry Nelson   |                  |                          |                |                              |                                                |                                                |                           |                   |                                  |                          |                          |  |               |  |  |  |  |  |  |               |
| Lips                   | Steve Whitmire                       |                             | Steve Whitmire | Steve Whitmire              |                                 | Steve Whitmire |                           |                |                  |                          |                |                              | Steve Whitmire                                 | Steve Whitmire                                 | Steve Whitmire            |                   | Peter Linz                       |                          |                          |  |               |  |  |  |  |  |  |               |
| Ma Bear                | Jerry Nelson                         |                             |                |                             |                                 | Jerry Nelson   |                           |                | (afbeelding)     |                          |                |                              |                                                |                                                |                           |                   |                                  |                          |                          |  |               |  |  |  |  |  |  |               |
| Mahna Mahna            | Jim Henson                           | Jim Henson                  |                | Jim Henson                  |                                 |                |                           |                |                  |                          |                |                              | Bill Barretta                                  | Bill Barretta                                  | Bill Barretta             |                   | (afbeelding)                     |                          |                          |  |               |  |  |  |  |  |  |               |
| The Snowths            | Frank Oz                             | Frank Oz                    |                | Frank Oz                    |                                 |                | Frank Oz                  |                |                  |                          |                |                              | Matt Vogel & Peter Linz                        | Matt Vogel & Peter Linz                        | Matt Vogel & Peter Linz   |                   | (afbeelding)                     |                          |                          |  |               |  |  |  |  |  |  |               |
| Muppy                  | Dave Goelz                           | Dave Goelz                  |                | Dave Goelz                  |                                 |                | Dave Goelz                |                |                  |                          |                |                              |                                                |                                                |                           |                   |                                  |                          |                          |  |               |  |  |  |  |  |  |               |
| Pops                   | Jerry Nelson                         |                             | Jerry Nelson   | Jerry Nelson                |                                 | Jerry Nelson   | Jerry Nelson              | Jerry Nelson   |                  |                          | Jerry Nelson   |                              |                                                | Matt Vogel                                     | Matt Vogel                |                   | Matt Vogel                       |                          |                          |  |               |  |  |  |  |  |  |               |
| Thog                   | Jerry Nelson                         | Jerry Nelson                |                |                             |                                 |                |                           |                |                  |                          |                |                              | Tyler Bunch                                    | Tyler Bunch                                    |                           |                   |                                  |                          |                          |  |               |  |  |  |  |  |  |               |
| Wayne en Wanda         | Richard Hunt & Eren Ozker            | Richard Hunt & Eren Ozker   |                |                             |                                 |                |                           |                |                  |                          |                |                              | David Rudman & Matt Vogel Alice Dinnean (stem) | David Rudman & Matt Vogel Alice Dinnean (stem) |                           |                   | David Rudman & Julianne Buescher |                          |                          |  |               |  |  |  |  |  |  |               |
| J.G.                   | (cameo)                              |                             |                |                             |                                 |                |                           |                |                  |                          |                |                              |                                                |                                                | Tyler Bunch               |                   | Tlyer Bunch                      |                          |                          |  |               |  |  |  |  |  |  |               |
| Big Bird               | Caroll Spinney                       | Caroll Spinney              |                | Caroll Spinney              |                                 |                |                           |                |                  |                          |                |                              |                                                |                                                |                           |                   |                                  |                          |                          |  |               |  |  |  |  |  |  |               |
| Bert en Ernie          |                                      |                             |                | Frank Oz & Jim Henson       |                                 |                |                           |                |                  |                          |                |                              |                                                |                                                |                           |                   |                                  |                          |                          |  |               |  |  |  |  |  |  |               |
| Grover                 | Frank Oz                             | Frank Oz                    |                | Frank Oz                    |                                 |                |                           |                |                  |                          |                |                              |                                                |                                                |                           |                   |                                  |                          |                          |  |               |  |  |  |  |  |  |               |
| Oscar Mopperkont       |                                      | Caroll Spinney              | Caroll Spinney | Caroll Spinney              |                                 |                |                           |                |                  |                          |                |                              |                                                |                                                |                           |                   |                                  |                          |                          |  |               |  |  |  |  |  |  |               |
| Tweekoppig Monster     |                                      | Jerry Nelson & Richard Hunt |                | Jerry Nelson & Richard Hunt |                                 |                |                           |                |                  |                          |                |                              |                                                |                                                |                           |                   |                                  |                          |                          |  |               |  |  |  |  |  |  |               |
| Yoldana Rat            |                                      |                             |                | Karen Prell                 |                                 |                |                           |                |                  |                          |                |                              | Julianne Buescher                              |                                                | Julianne Buescher         | Julianne Buescher | Julianne Buescher                |                          |                          |  |               |  |  |  |  |  |  |               |
| Bean Bunny             |                                      |                             |                |                             | Steve Whitmire                  | Steve Whitmire | Steve Whitmire            | Steve Whitmire | Steve Whitmire   |                          | Steve Whitmire | Steve Whitmire               |                                                |                                                |                           |                   |                                  |                          |                          |  |               |  |  |  |  |  |  |               |
| Johnny Fiama           |                                      |                             |                |                             |                                 |                | Bill Barretta             |                | Bill Barretta    |                          | Bill Barretta  | Bill Barretta                |                                                |                                                |                           |                   | Bill Barretta                    |                          |                          |  |               |  |  |  |  |  |  |               |
| Sal Minella            |                                      |                             |                |                             |                                 |                | Brian Henson              |                | Brian Henson     |                          | Brian Henson   | Brian Henson                 |                                                |                                                |                           |                   | Brian Henson                     |                          |                          |  |               |  |  |  |  |  |  |               |
| Bobo the Bear          |                                      |                             |                |                             |                                 |                | Bill Barretta             |                | Bill Barretta    |                          | Bill Barretta  |                              | Bill Barretta                                  | Bill Barretta                                  | Bill Barretta             | Bill Barretta     | Bill Barretta                    |                          |                          |  |               |  |  |  |  |  |  |               |
| Andy en Randy Pig      |                                      |                             |                |                             |                                 |                | Steve Whitmire Dave Goelz |                | (afbeelding)     |                          |                |                              |                                                | Steve Whitmire Dave Goelz                      | Steve Whitmire Dave Goelz |                   | Bill Barretta Dave Goelz         |                          |                          |  |               |  |  |  |  |  |  |               |
| Big Mean Carl          |                                      |                             |                |                             |                                 |                | Bill Barretta             |                |                  |                          |                |                              | Bill Barretta                                  | Bill Barretta                                  | Bill Barretta             | Bill Barretta     | Bill Barretta                    |                          |                          |  |               |  |  |  |  |  |  |               |
| Chip                   |                                      |                             |                |                             |                                 |                | Dave Goelz                |                | (cameo)          |                          | (cameo)        | (cameo)                      |                                                |                                                | Dave Goelz                | Dave Goelz        | Dave Goelz                       |                          |                          |  |               |  |  |  |  |  |  |               |
| Clifford               |                                      |                             |                |                             |                                 |                | Kevin Clash               |                | Kevin Clash      |                          | (afbeelding)   | Kevin Clash                  |                                                |                                                |                           |                   |                                  |                          |                          |  |               |  |  |  |  |  |  |               |
| Dr. Phil Van Neuter    |                                      |                             |                |                             |                                 |                | Brian Henson              |                | Brian Henson     |                          |                |                              |                                                |                                                |                           |                   | Peter Linz                       |                          |                          |  |               |  |  |  |  |  |  |               |
| Howard Tubman          |                                      |                             |                |                             |                                 |                | Bill Barretta             |                |                  |                          | Bill Barretta  |                              |                                                | Bill Barretta                                  | Bill Barretta             |                   | Bill Barretta                    |                          |                          |  |               |  |  |  |  |  |  |               |
| Angel Marie            |                                      |                             |                |                             |                                 |                |                           | Bill Barretta  |                  |                          |                |                              |                                                | Bill Barretta                                  | Bill Barretta             |                   |                                  |                          |                          |  |               |  |  |  |  |  |  |               |
| Old Tom                |                                      |                             |                |                             |                                 |                |                           | Jerry Nelson   |                  |                          |                | Allan Trautman               |                                                | (afbeelding)                                   | Matt Vogel                |                   |                                  |                          |                          |  |               |  |  |  |  |  |  |               |
| Bubba de Rat           |                                      |                             |                |                             |                                 |                |                           |                | Bill Barretta    |                          |                | Bill Barretta                |                                                | Bill Barretta                                  | Bill Barretta             | Bill Barretta     | Bill Barretta                    |                          |                          |  |               |  |  |  |  |  |  |               |
| Croaker                |                                      |                             |                |                             |                                 |                |                           |                |                  | Bill Barretta            |                |                              | (afbeelding)                                   | Bill Barretta                                  |                           |                   |                                  | Bill Barretta            | Bill Barretta            |  |               |  |  |  |  |  |  |               |
| Goggles                |                                      |                             |                |                             |                                 |                |                           |                |                  | Joey Mazzarino           |                |                              | (afbeelding)                                   | Nick Kellington                                |                           |                   |                                  | TBA                      | TBA                      |  |               |  |  |  |  |  |  |               |
| Blotch                 |                                      |                             |                |                             |                                 |                |                           |                |                  | John Kennedy             |                |                              | (afbeelding)                                   | William Banyard                                |                           |                   |                                  | TBA                      | TBA                      |  |               |  |  |  |  |  |  |               |
| Pilgrim                |                                      |                             |                |                             |                                 |                |                           |                |                  | Cree Summer              |                |                              |                                                |                                                |                           |                   | TBA                              |                          |                          |  |               |  |  |  |  |  |  |               |
| Horace, de Vlieg       |                                      |                             |                |                             |                                 |                |                           |                |                  |                          | Roy            | (cameo)                      | (cameo)                                        |                                                |                           |                   |                                  |                          |                          |  | Bill Barretta |  |  |  |  |  |  | Bill Barretta |
|                        |                                      |                             |                |                             |                                 |                |                           |                |                  |                          |                | (cameo)                      | (cameo)                                        |                                                |                           |                   |                                  |                          |                          |  |               |  |  |  |  |  |  |               |
| Walter                 |                                      |                             |                |                             |                                 |                |                           |                |                  |                          |                |                              | Peter Linz                                     | Peter Linz                                     |                           | Peter Linz        | Peter Linz                       |                          |                          |  |               |  |  |  |  |  |  |               |
| Miss Poogy             |                                      |                             |                |                             |                                 |                |                           |                |                  |                          |                |                              | David Rudman                                   | David Rudman                                   |                           | David Rudman      | (afbeelding)                     |                          |                          |  |               |  |  |  |  |  |  |               |
| '80s Robot             |                                      |                             |                |                             |                                 |                |                           |                |                  |                          |                |                              | Matt Vogel                                     | Matt Vogel                                     |                           |                   |                                  |                          |                          |  |               |  |  |  |  |  |  |               |
| Joe from Legal         |                                      |                             |                |                             |                                 |                |                           |                |                  |                          |                |                              |                                                |                                                |                           | Peter Linz        | Peter Linz                       |                          |                          |  |               |  |  |  |  |  |  |               |
| Beverly Plume          |                                      |                             |                |                             |                                 |                |                           |                |                  |                          |                |                              |                                                |                                                |                           | Julianne Buescher | Julianne Buescher                |                          |                          |  |               |  |  |  |  |  |  |               |

## Originele poppenspelers
- Jim Henson (1936–1990): Kermit, Rowlf, Link Hogthrob, de Zweedse kok, Dr. Teeth, Waldorf, de nieuwslezer; Ernie uit Sesamstraat
- Frank Oz: Animal, Fozzie Bear, Miss Piggy, Sam the Eagle (Sesamstraat: Bert, Grover en Koekiemonster)
- Jerry Nelson (1934–2012): Camilla, Sergeant Floyd Pepper, Robin; Graaf Tel en een helft van het Tweekoppige Monster
- Dave Goelz: Gonzo, Dr. Bunsen Honeydew, Zoot, Muppy, Beauregard, Timmy Monster
- Steve Whitmire: Rizzo, Lips, Foo-Foo (en na de dood van Jim Henson ook Kermit en Ernie)
- Richard Hunt (1951–1992): Statler, Scooter, Janice, Beaker, Sweetums; Vergeetachtige Jan en een helft van het Tweekoppige Monster
- Caroll Spinney: Oscar en Big Bird uit Sesamstraat
- Kevin Clash: Clifford; Elmo
- Brian Henson: Sal Minella, Dr. Phil Van Neuter, Nigel, Seymour
- Bill Barretta: Johnny Fiama, Bobo the Bear, Pepe

## Producties

### Films en series
- 1976–1981: The Muppet Show
- 1979: The Muppet Movie
- 1981: The Great Muppet Caper
- 1984: The Muppets Take Manhattan
- 1991: Muppet*Vision 3D, alleen te zien in Walt Disney World Resort
- 1992: The Muppet Christmas Carol
- 1996–1998: Muppets Tonight (serie)
- 1996: Muppet Treasure Island
- 1999: Muppets from Space
- 2002: Kermit's Swamp Years
- 2002: It's a Very Merry Muppet Christmas Movie
- 2005: The Muppets' Wizard of Oz
- 2011: The Muppets
- 2014: Muppets Most Wanted
- 2015: The Muppets (serie)
- 2020: Muppets Now (serie)
- 2021: Muppets Haunted Mansion

### Specials, documentaires et cetera
- The Muppet Musicians of Bremen
- The Muppets Valentine Show
- The Muppets Go Hollywood
- The Muppets Go to the Movies
- John Denver and the Muppets: A Christmas Together
- John Denver and the Muppets: Rocky Mountain Holiday
- The Muppets Celebrate Jim Henson
- A Celebration of 30 Years
- A Muppet Family Christmas
- The Muppets at Walt Disney World
- Of Muppets and Men
- I Love Muppets
- The Muppet Show Live
- Studio DC: Almost Live

### Discografie
| Single met hitnotering(en) in de Vlaamse Ultratop 50 | Datum van verschijnen | Datum van binnenkomst | Hoogste positie | Aantal weken | Opmerkingen |
| ---------------------------------------------------- | --------------------- | --------------------- | --------------- | ------------ | ----------- |
| Bohemian Rhapsody                                    | 2009                  | 26-12-2009            | top25           | -            | met Queen   |